# Jean Nicolas (Fußballspieler)

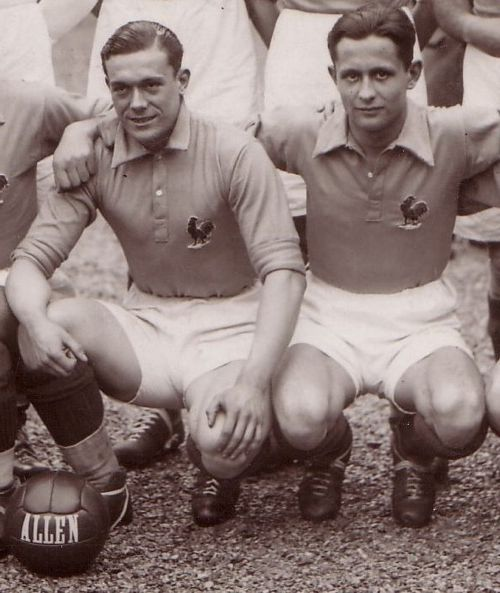
Jean Nicolas (links) im Nationaldress neben Roger Rio (1934)

Jean Nicolas (* 9. Juni 1913 in Nanterre; † 8. September 1978 in Nalliers (Vendée)) war ein französischer Fußballspieler.

## Leben

### Die Vereinskarriere
Jean Nicolas spielte schon in der Jugend für den FC Rouen, und diesem Verein ist er bis an sein Karriereende immer treu geblieben. Der Mittelstürmer war ein schussgewaltiger Sturmtank, der in den 1930er Jahren die gegnerischen Torhüter häufig vor unlösbare Aufgaben stellte. Er wurde deswegen schon mit 19 Jahren in die Nationalelf berufen, als seine Mannschaft noch zweitklassig spielte. Der Aufstieg in die Division 1 gelang Rouen erst 1936, und von dessen 119 Toren in der Aufstiegssaison – man sprach in Frankreich ehrfurchtsvoll vom „Bombensturm“ (attaque mitrailleuse), zu dem neben Nicolas auch Roger Rio, Marceau Lhermine und der Österreicher Karl Durspekt zählten – hatte er alleine 45 erzielt, war auch in den beiden vorangehenden Spielzeiten Torschützenkönig der Division 2 geworden (1933/34 mit 54, 1934/35 mit „nur“ 30 Treffern). In den folgenden drei Spielzeiten bis zum Kriegsausbruch landete der Liganeuling durchweg auf vorderen Tabellenplätzen des fußballerischen Oberhauses, und der Sturmführer bewies auch dort seine Gefährlichkeit: 1937 wurde er drittbester Ligatorschütze mit 27 Treffern, 1938 gewann er mit 26 Toren sogar die Torjägerkanone. In dieser Saison stellte er mit sieben Toren in einem einzigen Punktspiel auch den bis heute unübertroffenen Rekord in Frankreichs höchster Profiliga ein, was vor ihm lediglich André Abegglen gelungen war. Die „Roten Teufel“ (Diables rouges) aus Rouen besaßen insbesondere aufgrund des Tandems Nicolas/Rio eine der gefährlichsten Offensivreihen im französischen Fußball dieser Jahre. Einen Titel konnte Jean Nicolas mit Rouen allerdings weder in der Meisterschaft noch im Pokal gewinnen.
Der deutsche Angriff gegen Frankreich unterbrach 1940 viele Sportlerkarrieren – für Nicolas bedeutete er sogar das Karriereende. Nach dem Krieg ließ er sich in der Bretagne nieder, wo er die örtliche Amateurmannschaft von Saint-Pol-de-Léon trainierte.

### Der Nationalspieler
Zwischen Februar 1933 und Dezember 1938 bestritt Jean Nicolas 25 Länderspiele für die Équipe Tricolore und erzielte darin 21 Tore, obwohl er mit Roger Courtois vom FC Sochaux einen vom Spielertyp her verwandten, ernsthaften Konkurrenten um den Platz in der Sturmmitte hatte. Einmal führte er die französische Nationalelf auch als Mannschaftskapitän auf das Spielfeld. Er debütierte beim 0:4 gegen das österreichische Wunderteam, gegen das er ungeachtet seiner Vollstreckerqualitäten auch später (1934, 1937, 1938) ebenso wenig gewinnen konnte wie gegen Deutschland (1933, 1935, 1937) oder die Schweiz (1934).
Bei der Fußball-Weltmeisterschaft 1934 stand er ebenso im französischen Aufgebot wie bei der WM 1938 im eigenen Land, und er erzielte auch bei diesen Turnieren die Hälfte der Tore seiner Bleus.

## Palmarès
- Französischer Meister: Fehlanzeige
- Französischer Pokalsieger: Fehlanzeige (aber Halbfinalist 1937, 1940)
- 25 A-Länderspiele (21 Tore); WM-Teilnehmer 1934 (1 Spiel, 1 Tor) und 1938 (2 Spiele, 2 Tore)
- Torschützenkönig der Division 1: 1938; französischer Rekordhalter mit den meisten Toren in einem Ligaspiel (7 Treffer, 1937/38)